# Lew ruski

Lew ruski

Lew ruski był herbem księstwa halicko-wołyńskiego, ziemi lwowskiej i województwa ruskiego. Przedstawiany był jako złoty lew wspięty w błękitnym polu. Od czasu przyłączenia Rusi Czerwonej do Korony Królestwa Polskiego lew wspinał się na skałę. Lew ruski jest umieszczony m.in. w herbie Lwowa.
Do herbu tego nawiązywał m.in. herb Zachodnioukraińskiej Republiki Ludowej oraz symbolika Strzelców Siczowych i 14 Dywizji Grenadierów SS (Dywizji SS-Galizien).

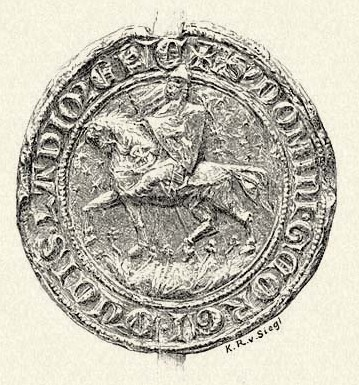
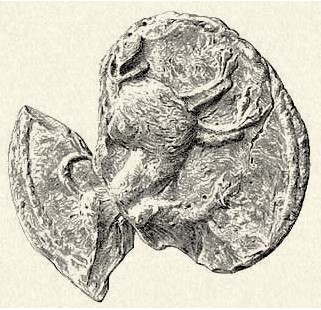
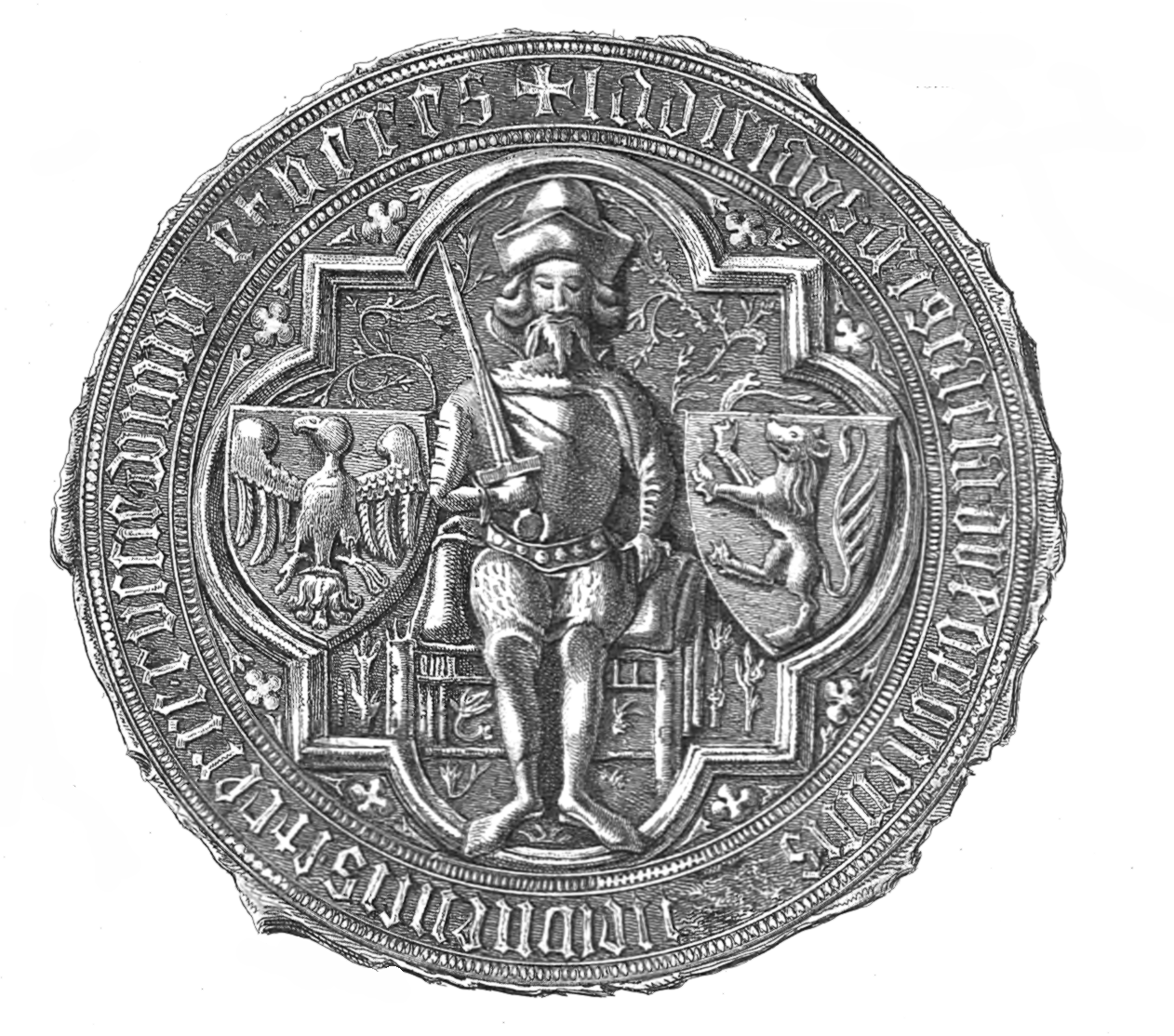
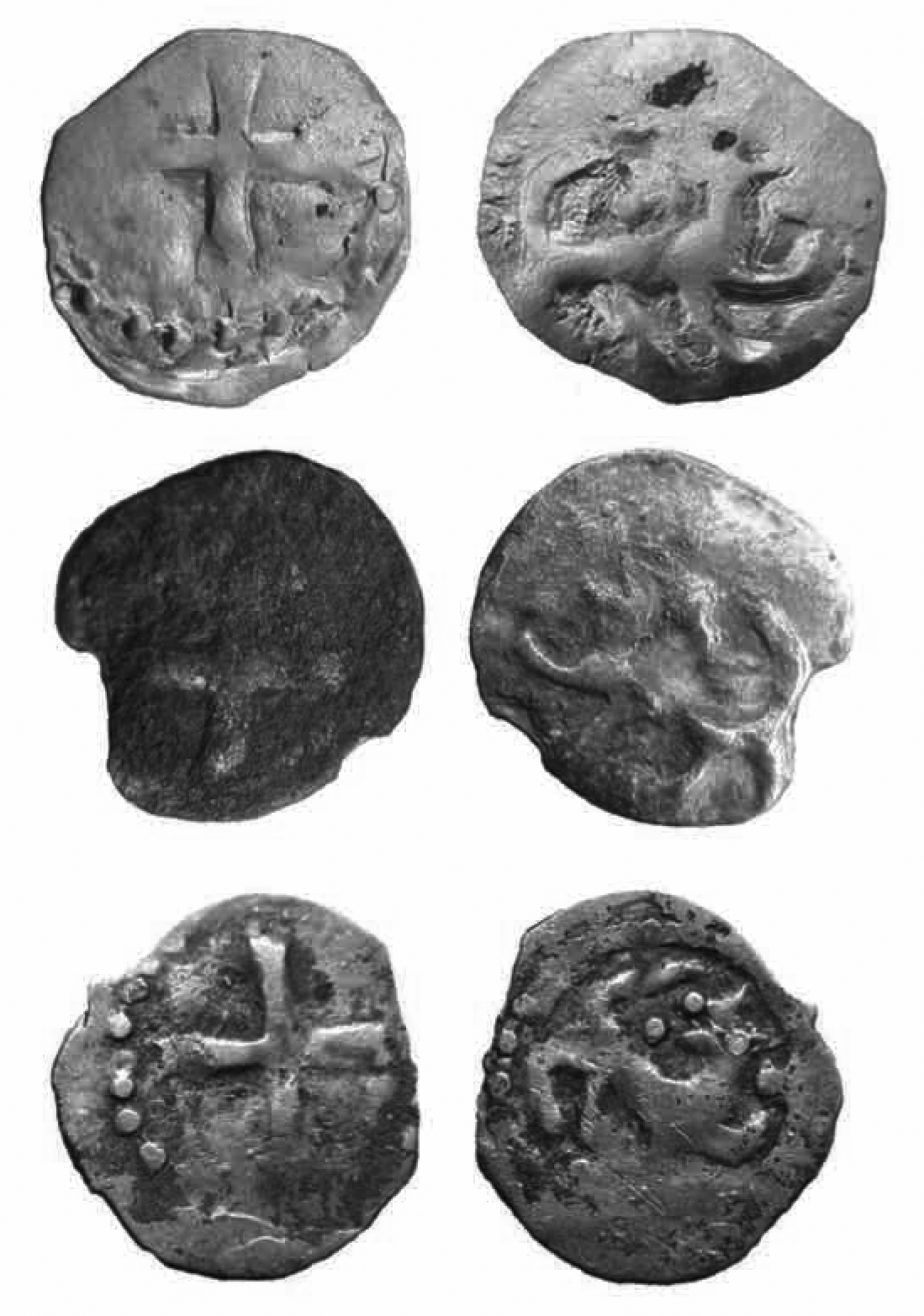
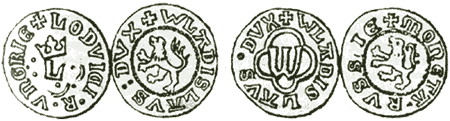
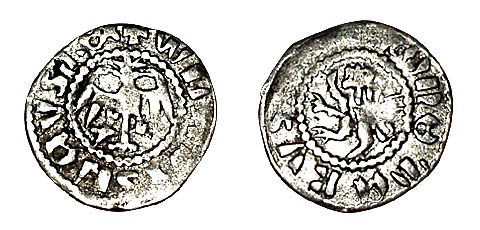
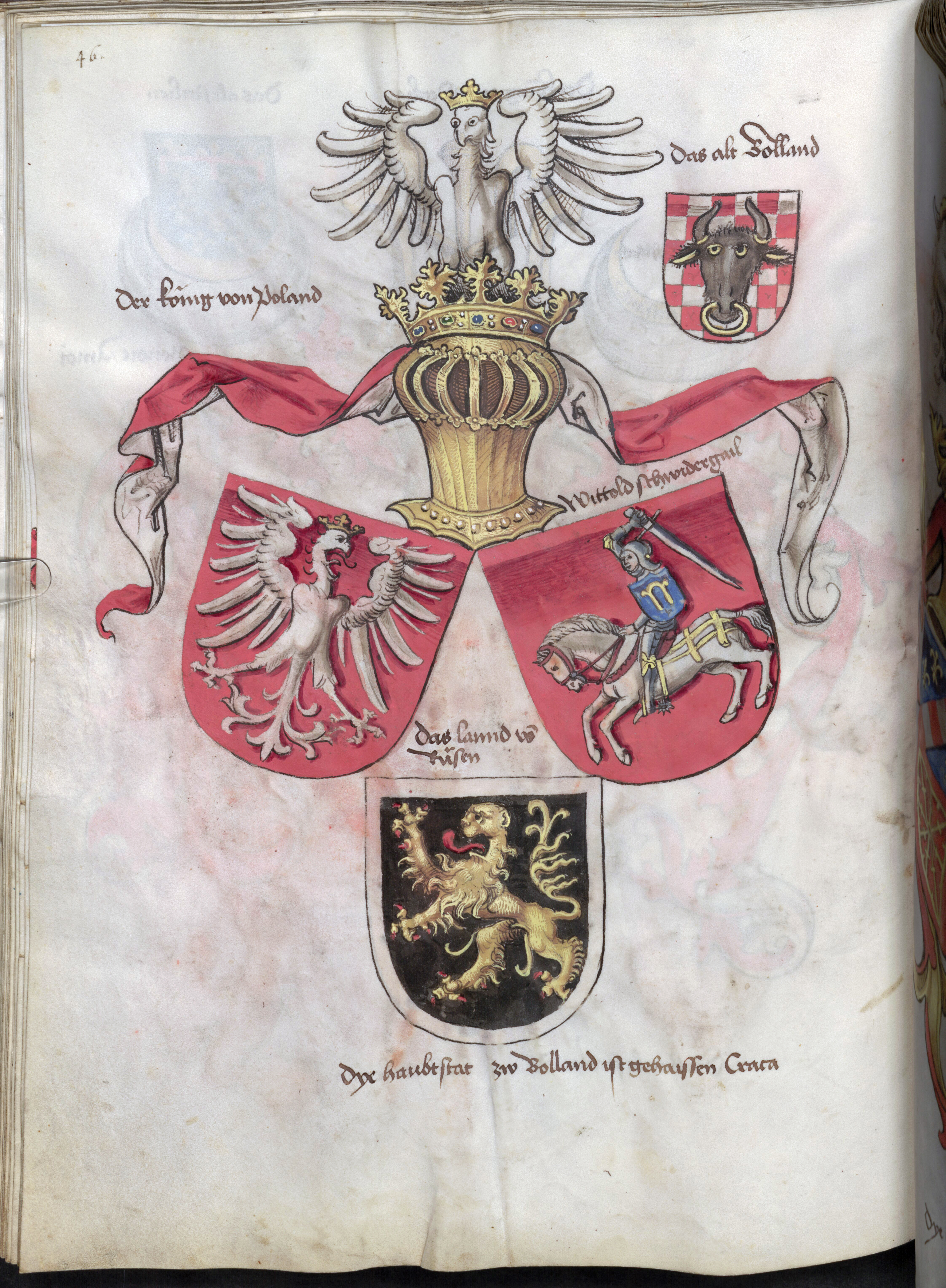
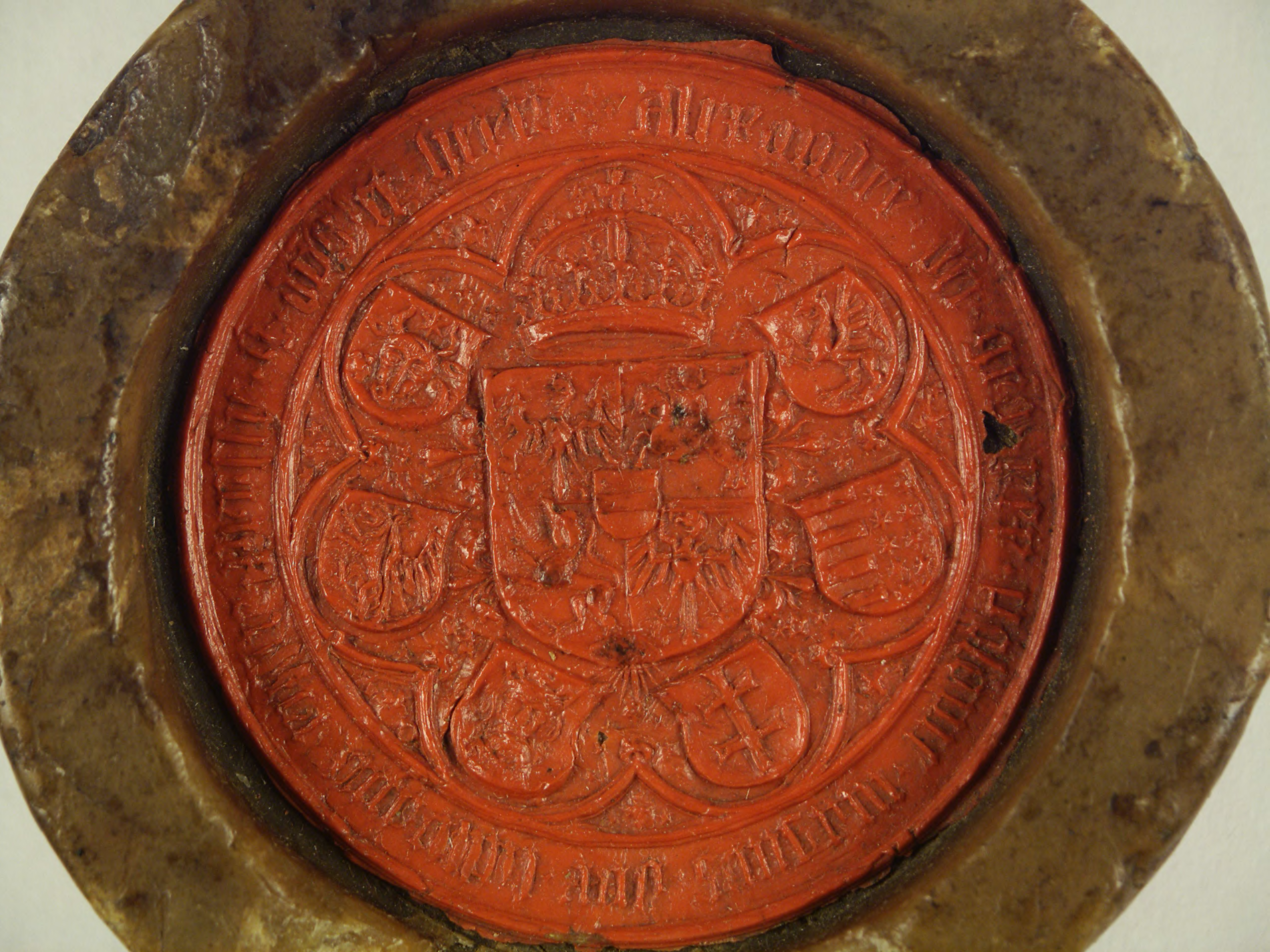
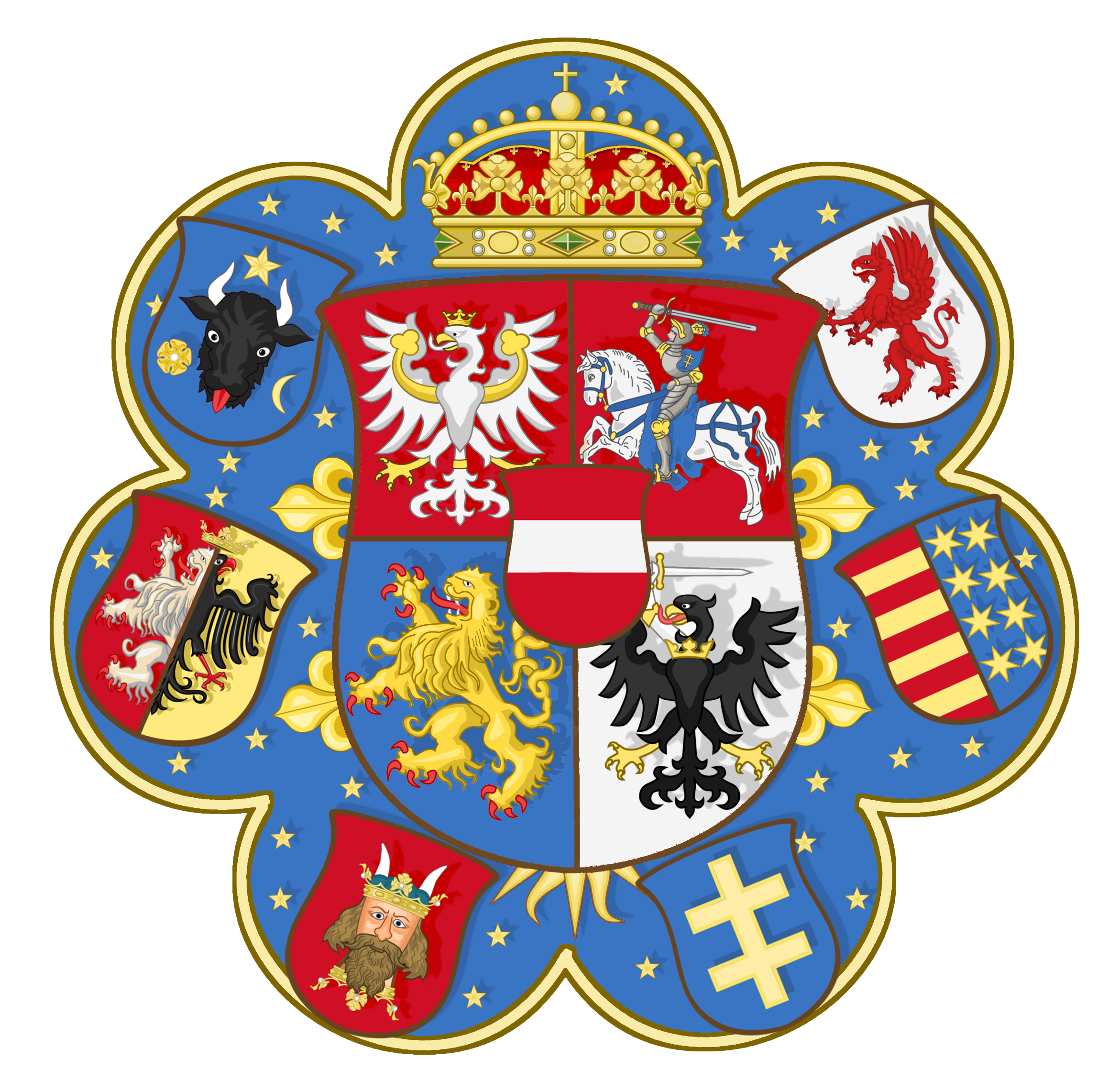